# Lake Bronson
Lake Bronson ist eine Kleinstadt (mit dem Status „City“) im Kittson County im US-amerikanischen Bundesstaat Minnesota. Das U.S. Census Bureau hat bei der Volkszählung 2020 eine Einwohnerzahl von 178 ermittelt.

## Geografie
Lake Bronson liegt rund zwei Kilometer westlich des gleichnamigen Sees im Nordwesten Minnesotas unweit der Grenze zu Kanada im Norden und zu North Dakota im Westen. Der Ort liegt auf 48°44′08″ nördlicher Breite, 96°39′46″ westlicher Länge und erstreckt sich über 1,55 km².
Benachbarte Orte von Lake Bronson sind Lancaster (18,1 km nordwestlich), Greenbush (38,5 km östlich), Halma (10,3 km südöstlich) und Hallock (23,5 km westnordwestlich).
Die nächstgelegenen größeren Städte sind Fargo in North Dakota (248 km südlich), Winnipeg in der kanadischen Provinz Manitoba (148 km nordnordwestlich), Duluth am Oberen See (471 km südöstlich) und Minneapolis (552 km südsüdöstlich).
Die Grenze zu Kanada befindet sich 33,4 km nördlich.

## Verkehr
Der U.S. Highway 59 führt in Nordwest-Südost-Richtung als Hauptstraße durch den Lake Bronson. Alle weiteren Straßen sind untergeordnete Landstraßen, teils unbefestigte Fahrwege sowie innerörtliche Verbindungsstraßen.
Parallel zum US 59 verläuft eine Eisenbahnstrecke der zur Canadian Pacific Railway gehörenden SOO Line Railroad durch Lancaster.
Mit dem Hallock Municipal Airport befindet sich 26,4 km westlich von Lake Bronson ein kleiner Regionalflugplatz. Die nächsten Großflughäfen sind der Winnipeg James Armstrong Richardson International Airport (155 km nordnordwestlich), der Hector International Airport in Fargo (244 km südlich) und der Minneapolis-Saint Paul International Airport (576 km südöstlich).

## Demografische Daten
Nach der Volkszählung im Jahr 2010 lebten in Lake Bronson 229 Menschen in 109 Haushalten. Die Bevölkerungsdichte betrug 147,7 Einwohner pro Quadratkilometer. In den 109 Haushalten lebten statistisch je 2,1 Personen.
Ethnisch betrachtet bestand die Bevölkerung mit zwei Ausnahmen nur aus Weißen.
22,7 Prozent der Bevölkerung waren unter 18 Jahre alt, 59,0 Prozent waren zwischen 18 und 64 und 18,3 Prozent waren 65 Jahre oder älter. 43,7 Prozent der Bevölkerung war weiblich.
Das mittlere jährliche Einkommen eines Haushalts lag bei 29.375 USD. Das Pro-Kopf-Einkommen betrug 15.129 USD. 19,8 Prozent der Einwohner lebten unterhalb der Armutsgrenze.